# Julien Denormandie

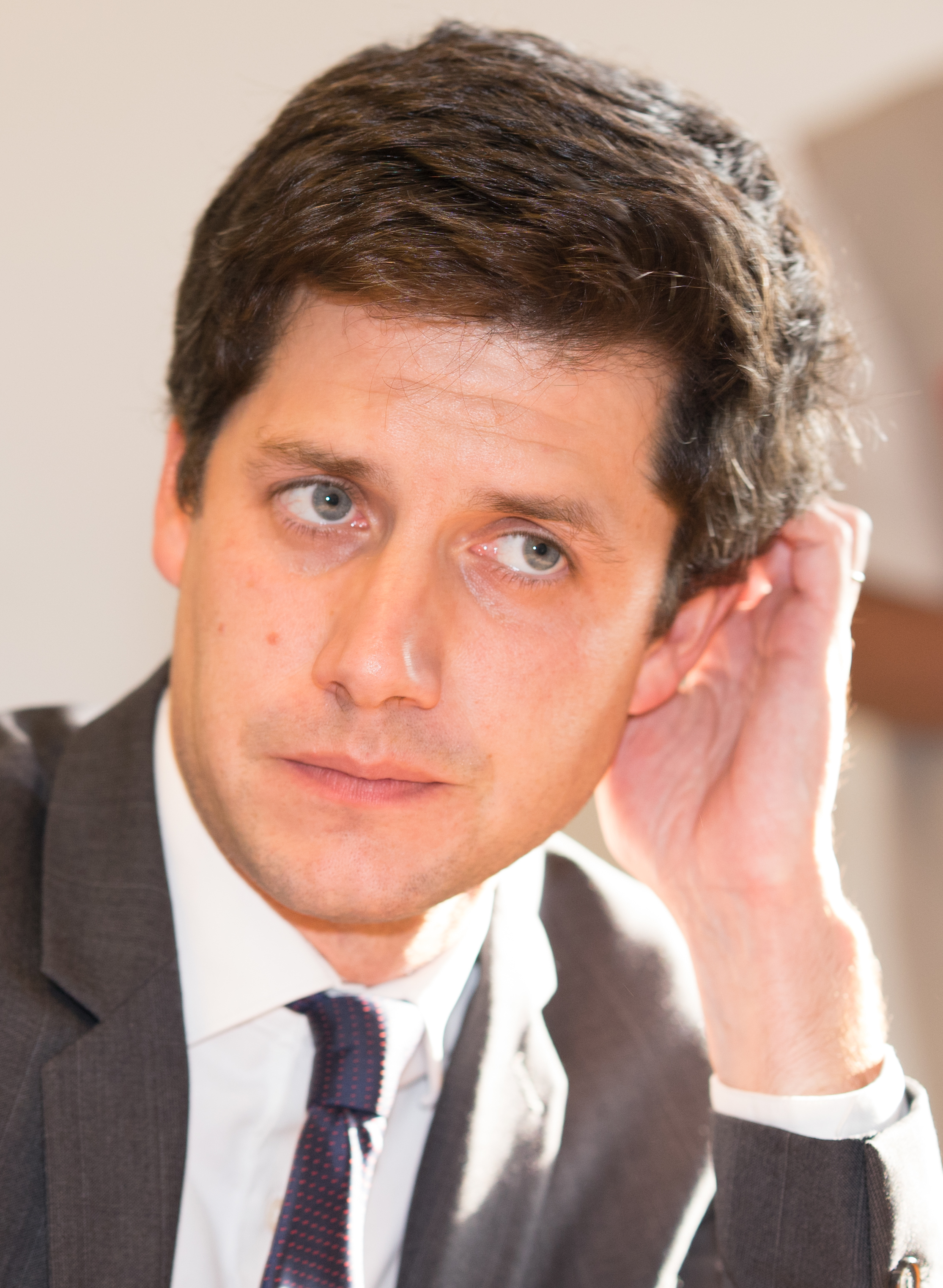
Julien Denormandie in 2018

Julien Denormandie (Cahors, 14 augustus 1980) is een Frans politicus.

## Levensloop
Denormandie studeerde af als ingenieur van Waters en Bossen. Hij werd medewerker van Pierre Moscovici op het ministerie van Economie. Van 2010 tot 2012 was hij economisch adviseur op de Franse ambassade in Caïro.
In 2014, toen Macron zijn functie van adjunct-secretaris-generaal op het Élysée verliet, was hij van plan om samen met Denormandie een start-up op te richten, gewijd aan onderwijsproblemen. Toen Macron eerder onverwacht minister van economie werd, volgde Denormandie hem als adjunct-kabinetsdirecteur.
In 2016 zette hij zich in, samen met Ismaël Emelien, voor de stichting van de beweging En Marche, waar hij adjunct-secretaris-generaal van werd.
De verkiezing tot Frans president van Emmanuel Macron bracht mee dat Denormandie hem volgde naar het Élysée, in de functie van adjunct-secretaris-generaal.
Op 21 juni 2017 werd hij benoemd tot staatssecretaris, gevoegd bij minister Mézard, in de regering-Philippe II. Op 25 juli 2017 gaf hij zijn eerste interview, gewijd aan de problemen van huisvesting, op LCI TV.
Julien Denormandie is getrouwd met een dochter van Robert Ophèle (°1957), vice-gouverneur van de Banque de France en vanaf 1 augustus 2017 voorzitter van de Hoge Autoriteit voor de financiële markten. Het echtpaar heeft verschillende kinderen.